# Matar a todos
Matar a todos es una película uruguaya de 2007 coproducida por Chile, Argentina y Alemania. Dirigida por Esteban Schroeder, es un drama de intriga protagonizado por Roxana Blanco, Darío Grandinetti, Walter Reyno, Patricio Contreras y César Troncoso, basado en la novela 99 % asesinado, del periodista y escritor uruguayo Pablo Vierci.

## Sinopsis
El químico chileno Eugenio Berríos, buscado por su relación con los crímenes durante la dictadura militar en su país, es secuestrado. La abogada Julia Gudari investiga su desaparición, y teme que el general Gudari, su padre, esté involucrado en el caso. La película muestra la relación entre padre e hija.

## Protagonistas
- Roxana Blanco (Julia Gudari)
- Darío Grandinetti
- Walter Reyno (General Gudari)
- Patricio Contreras
- César Troncoso
- María Izquierdo Huneeus
- Jorge Bolani
- Claudio Arredondo

## Premios
- Festival Internacional de Cine de Cartagena (2008): premio especial del jurado y premio a la mejor actriz secundaria.
- Festivalísimo de Montreal (2008): premio del público.
- Muestra de Cine Latinoamericano de Cataluña (2008): premio al mejor guion.
- Festival de Cine Latinoamericano de Santa Cruz (2008): premio al mejor guion.
- Asociación de Críticos de Cine del Uruguay (2008): premio a la mejor ficción.
- Festival de Biarritz (2007): premio del público.
- Festival Internacional del Nuevo Cine Latinoamericano de La Habana (2007): premio Signis y premios a mejor guion y mejor actuación femenina.[3]